# Zebrias crossolepis
Zebrias crossolepis е вид лъчеперка от семейство Soleidae.

## Разпространение и местообитание
Видът е разпространен в Китай (Гуандун и Хайнан), Провинции в КНР и Тайван.
Обитава крайбрежията и пясъчните дъна на морета в райони с тропически климат.

## Описание
На дължина достигат до 14,3 cm.